# Lignydesmus projectus
Lignydesmus projectus är en mångfotingart som beskrevs av Loomis 1964. Lignydesmus projectus ingår i släktet Lignydesmus och familjen kuldubbelfotingar. Inga underarter finns listade i Catalogue of Life.